# Hypericum daliense
Hypericum daliense är en johannesörtsväxtart som beskrevs av N. Robson. Hypericum daliense ingår i släktet johannesörter, och familjen johannesörtsväxter. Inga underarter finns listade i Catalogue of Life.